# اسپنسر لیست
اسپنسر لیست (انگلیسی: Spencer List؛ زادهٔ ۶ آوریل ۱۹۹۸) یک هنرپیشه اهل ایالات متحده آمریکا است. وی از سال ۲۰۰۳ میلادی تاکنون مشغول فعالیت بوده‌است.